# Sygnalizacja kolejowa

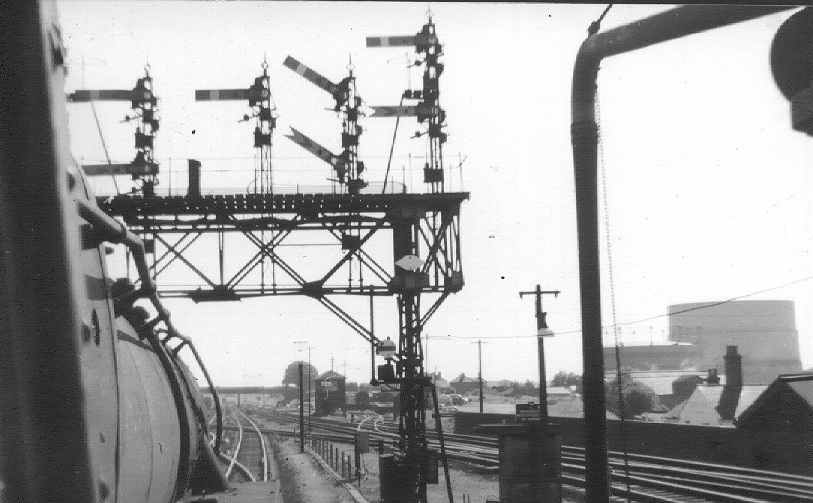
Brytyjskie semafory widziane z kabiny parowozu

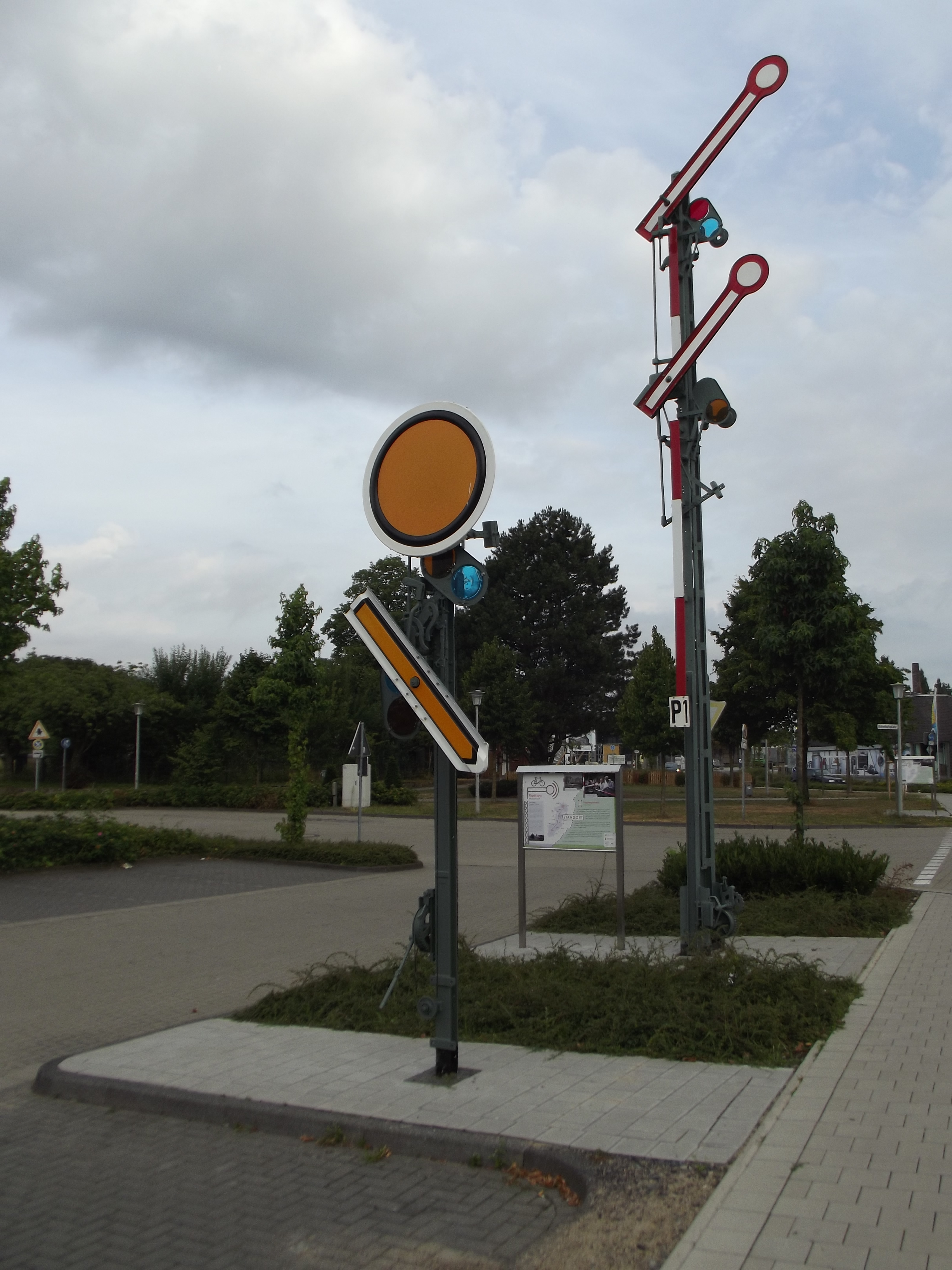
Wystawa tradycyjnej mechanicznej sygnalizacji kolejowej w Niemczech

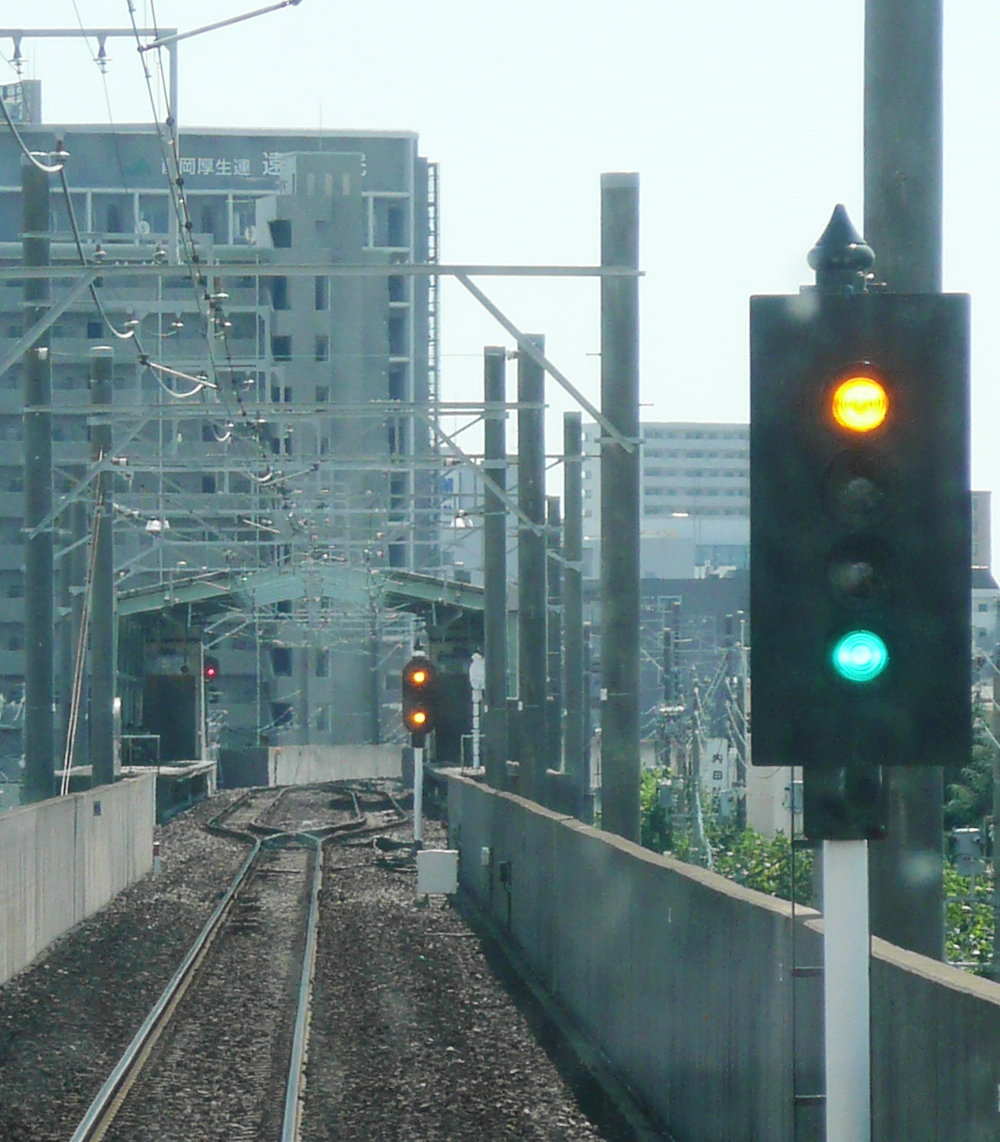
Świetlna sygnalizacja kolejowa w Japonii

Wskaźniki ograniczenia prędkości stosowane w Polsce

Sygnalizacja kolejowa – całość urządzeń, sygnałów i przepisów, używanych do bezpiecznego i sprawnego prowadzenia ruchu kolejowego. Sygnalizacja kolejowa jest zwykle typowa dla sieci kolejowej danego kraju lub przedsiębiorstwa kolejowego.
Specyfika sygnalizacji kolejowej wynika z własności kolei jako środka transportu. W odróżnieniu od pojazdów samochodowych, pociągi poruszają się po ściśle wytyczonym torze a ich masa i niski współczynnik tarcia między kołami a szynami wydłużają znacząco drogę hamowania, ponadto często podróżują z wysokimi prędkościami. Z tych powodów pociągi są znacznie bardziej narażone na kolizje, dla których uniknięcia niezbędne było opracowanie ścisłych zasad i sposobów prowadzenia ruchu.
Zasadniczą formą kontroli ruchu na sieci kolejowej jest przekazywanie informacji i poleceń przez osoby odpowiedzialne za kierowanie ruchem kolejowym (np. dyżurnych ruchu) osobom odpowiedzialnym za prowadzenie pociągów (np. maszynistom). Całość sygnałów i znaków umownych oraz procedur niezbędnych do tego celu nazywa się ogólnie sygnalizacją kolejową.

## Funkcje sygnalizacji
Podstawową i najważniejszą funkcją sygnalizacji kolejowej jest unikanie zdarzeń zagrażających bezpieczeństwu pociągów, najbardziej typowe sytuacje tego typu to:
- zderzenia czołowe,
- najechania na poprzedzający pociąg,
- wjazdy na tor zajęty przez inny pociąg,
- wykolejenia,
- kolizje z pojazdami samochodowymi

## Rozwiązania stosowane w sygnalizacji kolejowej
- semafory
- tarcze ostrzegawcze
- wskaźniki kolejowe
- samoczynna blokada liniowa
- samoczynna sygnalizacja przejazdowa

## Sygnalizacja kolejowa w Polsce
Sygnalizacja kolejowa w polskim transporcie kolejowym jest uregulowana przez Rozporządzenie Ministra Infrastruktury z 18 lipca 2005 w sprawie ogólnych warunków prowadzenia ruchu kolejowego i sygnalizacji (t.j. Dz.U. 2015 poz. 360).